# He Yingqiang
He Yingqiang (n. 25 septembrie 1965, Yunan County⁠(d), Guangdong, Republica Populară Chineză) este un halterofil ce a reprezentat Republica Populară Chineză, medaliat olimpic. A participat la 2 ediții ale Jocurilor Olimpice (1988, 1992) în care a câștigat o medalie de argint și o medalie de bronz.